# Chi Cam chanh
Chi Cam chanh (danh pháp khoa học: Citrus) là một chi thực vật có hoa trong họ Cửu lý hương (Rutaceae), có nguồn gốc từ khu vực nhiệt đới và cận nhiệt đới ở đông nam châu Á. Các loại cây trong chi này là các cây bụi lớn hay cây thân gỗ nhỏ, cao tới 5–15 m tùy loại, với thân cây có gai và các lá thường xanh mọc so le có mép nhẵn. Hoa mọc đơn hay thành cụm hoa nhỏ, mỗi hoa có đường kính 2–4 cm với 5 (ít khi 4) cánh hoa màu trắng và rất nhiều nhị hoa. Hoa thông thường có mùi thơm rất mạnh. Quả là loại quả có múi, một dạng quả mọng đặc biệt, hình cầu hoặc cầu thuôn dài, chiều dài 4–30 cm và đường kính 4–20 cm, bên trong quả khi bóc lớp vỏ và cùi sẽ thấy lớp vỏ mỏng, dai, màu trắng bao quanh các múi bên trong chứa nhiều tép mọng nước. Chi này có vai trò quan trọng về mặt thương mại do nhiều loài (hoặc cây lai ghép) được trồng để lấy quả. Quả được ăn tươi hay vắt, ép lấy nước.
Quả của chi Citrus đáng chú ý vì mùi thơm của chúng, một phần là do các terpen chứa trong lớp vỏ, và chủ yếu là do nó chứa nhiều nước. Nước quả có hàm lượng axít citric cao, tạo ra hương vị đặc trưng của chúng. Chúng cũng là nguồn cung cấp vitamin C và các flavonoit đáng chú ý.
Sự phân loại nội bộ trong chi này rất phức tạp và hiện nay người ta vẫn không biết chính xác số lượng loài có nguồn gốc tự nhiên, do nhiều loài được coi là có nguồn gốc lai ghép. Các loại cây trong chi Citrus được trồng có thể là con cháu của chỉ 4 loài tổ tiên. Hiện nay có hàng loạt các loại cây lai ghép tự nhiên hay do con người nuôi trồng, bao gồm nhiều loại quả có giá trị thương mại như cam ngọt, chanh vàng, bưởi chùm, chanh ta, quýt, bưởi v.v. Các nghiên cứu gần đây cho rằng các chi có quan hệ họ hàng gần như Fortunella, và có lẽ cả Poncirus, Microcitrus, Eremocitrus, cần được gộp lại trong chi Citrus.

## Nuôi trồng
Do các loại cây trong chi Citrus rất dễ dàng trong việc lai ghép (ví dụ cây chanh ta có thể dễ dàng sinh ra quả giống như quả bưởi chùm), nên tất cả các loại cây trồng thương mại trong chi này hầu như đều sử dụng các cây được tạo ra nhờ chiết, ghép cành để tạo ra các giống trên các cây chủ (thân rễ) được chọn lọc để nâng cao tính đề kháng trước sâu bệnh.
Màu đặc trưng (vàng, da cam) của quả các loại cây trong chi này chỉ có thể được tạo ra trong những khu vực có mùa đông mát mẻ. Trong các khu vực cận kề xích đạo và không có mùa đông thì quả của chúng vẫn giữ màu xanh cho đến cả khi chín, vì thế người ta mới có những quả cam (có vỏ) màu xanh mà không phải màu da cam. Các loại chanh ta đặc biệt nhạy cảm với các điều kiện mát lạnh, vì thế do không tiếp xúc với điều kiện đủ lạnh nên nó không thể phát triển màu vàng của quả. Nếu nó được trồng trong khu vực có mùa đông mát lạnh thì vỏ quả sẽ dần dần đổi sang màu vàng. Nhiều loại quả trong chi này được thu hái khi còn xanh và chúng sẽ chín trên đường vận chuyển tới của hàng.

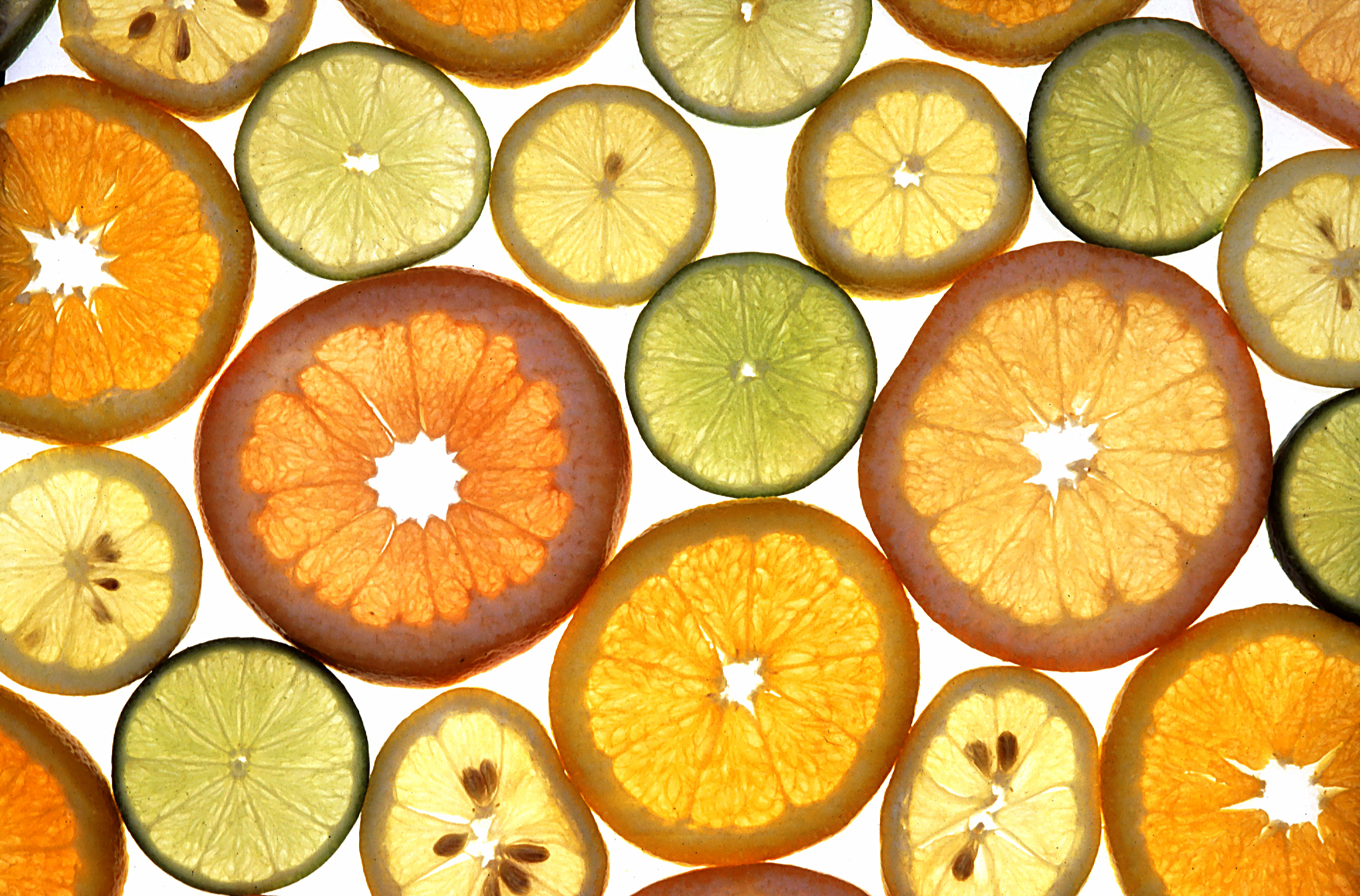
Các loại cam, chanh cắt thành lát mỏng.

Các loại cam, chanh nói chung không chịu được điều kiện giá rét. Citrus reticulata có lẽ là loài chịu rét tốt nhất và nó có thể chịu được nhiệt độ tới -10 °C trong thời gian ngắn, nhưng trên thực tế nó cần nhiệt độ không dưới -2 °C để có thể phát triển được [1]. Một số giống lai ghép có thể chịu được nhiệt độ dưới -0 °C khá tốt nhưng cũng không thể tạo ra quả có chất lượng. Một loài có họ hàng, cam ba lá hay cam đắng Trung Quốc (Poncirus trifoliata) có thể chịu được nhiệt độ dưới -20 °C [2]; quả của nó đắng và không thể ăn được nếu như không được chế biến.
Các loại cây trong chi này ưa các điều kiện môi trường nhiều nắng, ẩm ướt với đất tốt và lượng mưa hay lượng nước tưới đủ lớn. Mặc dù có tán lá rộng, nhưng chúng là cây thường xanh và không rụng lá theo mùa, ngoại trừ khi bị ép. Chúng nở hoa vào mùa xuân và tạo quả chỉ một thời gian ngắn sau đó. Quả bắt đầu chín vào mùa thu hay đầu mùa đông, phụ thuộc vào các giống được trồng, cũng như gia tăng độ ngọt sau đó. Một vài giống quýt chín vào mùa đông. Một vài giống, chẳng hạn bưởi chùm, cần tới 18 tháng để quả có thể chín.
Các khu vực chính trồng các loại cây cam, chanh ở mức độ thương mại là miền nam Trung Quốc, khu vực ven Địa Trung Hải, Nam Phi, Australia, khu vực cực miền nam của Hoa Kỳ và một phần Nam Mỹ. Tại Hoa Kỳ thì Florida, Texas và California là các khu vực sản xuất chính, trong khi các bang khác dọc theo miền nam Hoa Kỳ cũng có trồng ở quy mô nhỏ.
Các loại cây cam, chanh cũng đã được trồng trong chậu và được che phủ về mùa đông là một đặc trưng của các nhà vườn thời Phục sinh, kể từ khi công nghệ sản xuất thủy tinh đã phát triển đủ mạnh để có thể sản xuất kính có độ trong suốt thích hợp. Các vườn cam tại cung điện Louvre vào khoảng năm 1617, đã truyền cảm hứng cho các vườn mô phỏng nó và không bị lu mờ đi cho đến tận khi người ta nghĩ ra nhà kính hiện đại hơn vào thập niên 1840. Vườn cam là một đặc trưng của các nơi ở của tầng lớp quý tộc châu Âu trong suốt thế kỷ 17 và 18. Tại Hoa Kỳ thì vườn cam còn tồn tại có sớm nhất là tại Tayloe House, Mount Airy, Virginia.
Một số những người đam mê vẫn còn trồng các loại cam, chanh lùn trong chậu hay nhà kính tại những khu vực có khí hậu quá lạnh để có thể trồng chúng trong vườn. Khí hậu thích hợp, đủ nắng và tưới nước thích hợp là điều cơ bản để cây có thể phát triển và ra quả. Đối với những khu vực rét lạnh, chanh ta hay chanh vàng đều không thể trồng, do chúng rất nhạy cảm với giá rét hơn là các loại cây khác. Quýt, quất, cam đắng có thể trồng ngoài vườn ngay cả những khu vực có nhiệt độ mùa đông dưới 0 °C, mặc dù điều này có thể ảnh hưởng tới chất lượng quả. Các giống lai với quất vàng (hay kim quất - chi Fortunella) có sức chống chịu lạnh tốt.

### Sâu hại và bệnh tật
Citrus dễ bị nhiễm bệnh bởi các loài rệp (siêu họ Aphidoidea), tí thân trắng (họ Aleyrodidae) và rệp sáp (siêu họ Coccoidea). Lá cũng bị ấu trùng của một số loài bướm thuộc bộ Cánh vẩy (Lepidoptera) ăn, như Hemithea aestivaria, Gymnoscelis rufifasciata, Ecpantheria scribonia, Hypercompe eridanus, Hypercompe icasia và Hypercompe indecisa.

### Sử dụng

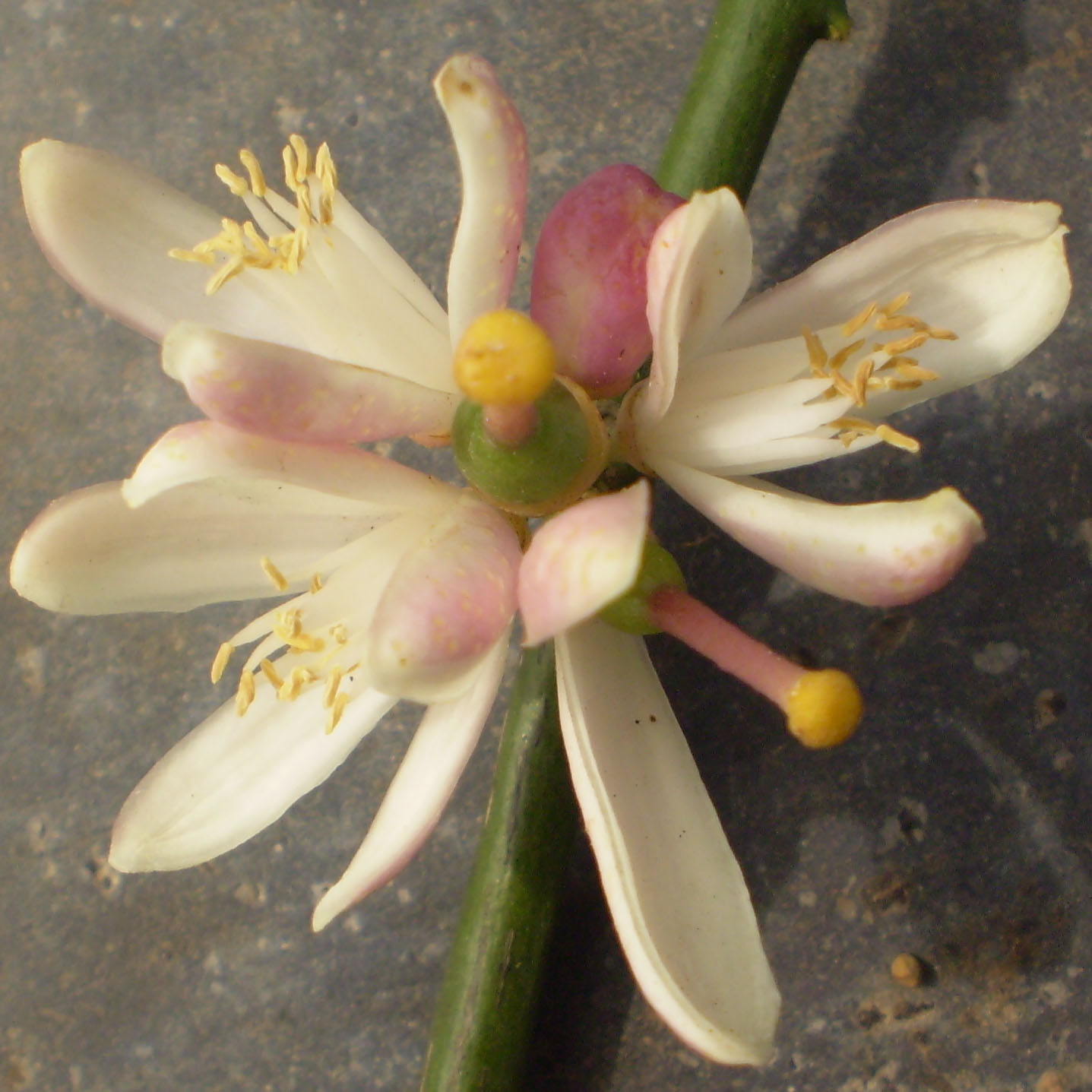
Hoa chanh ta

Nhiều loại quả trong chi này, như cam, quýt, bưởi chùm và cam clement, nói chung được ăn tươi. Nói chung vỏ của chúng dễ bóc bằng tay và dễ dàng tách các múi. Quả của bưởi chùm và bưởi phải bóc vỏ bằng dao trước khi ăn. Nước cam và bưởi chùm là những đồ uống phổ biến khi ăn sáng. Những loại quả chua hơn như chanh vàng và chanh xanh nói chung ít được ăn trực tiếp. Nước chanh thường phải thêm đường vào để bớt chua trước khi uống. Chanh cũng được dùng làm gia vị trong nhiều món ăn. Người ta cũng làm mứt từ cam hay chanh.
Quả Cam đường dùng để ăn có nhiều tác dụng; lại được dùng làm thuốc giải nhiệt, trị sốt, điều trị chứng xuất tiết và giúp ăn ngon miệng. Ở Ấn Độ, dịch quả cũng được dùng trong bệnh đau về mật và ỉa chảy ra mật. Vỏ quả cam có thể dùng thay vỏ quýt nhưng tác dụng kém hơn, làm thuốc kích thích tiêu hóa, chữa đau bụng, đầy bụng, ợ chua, đi ngoài. Ta còn dùng vỏ cam chữa bệnh sau khi đẻ bị phù. vỏ tươi dùng xát vào mặt làm thuốc điều trị mụn trứng cá. Lá cam dùng chữa tai chảy nước vàng hay máu mủ. Hoa Cam thường dùng cất tinh dầu và nước cất hoa cam dùng pha chế thuốc. Chỉ ăn toàn cam trong ba ngày liền có tác dụng như một liều thuốc tẩy độc rất tốt. Uống nước vỏ cam nấu chín có tác dụng kính thích nội tiết nước mật, làm tăng nhu động ruột, chống bệnh táo bón.[3]

## Các loài, giống, thứ

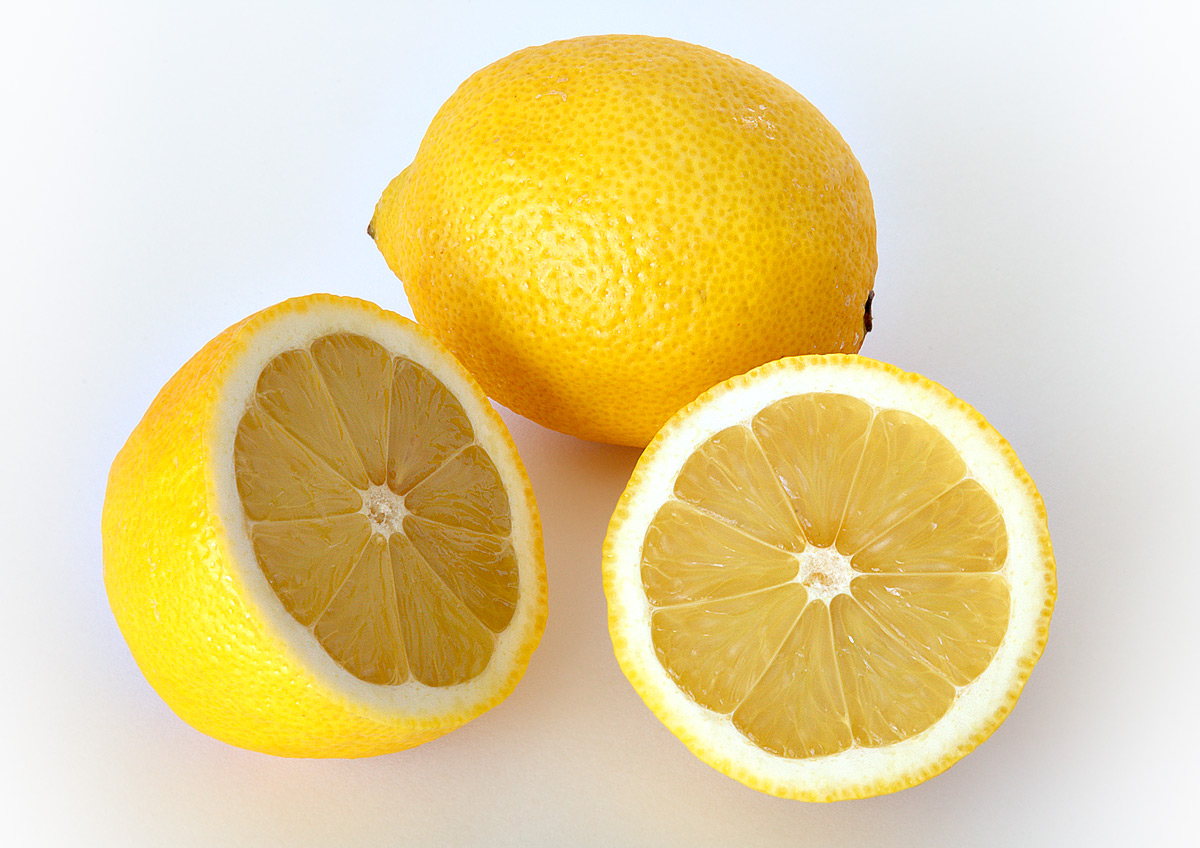
Quả chanh vàng

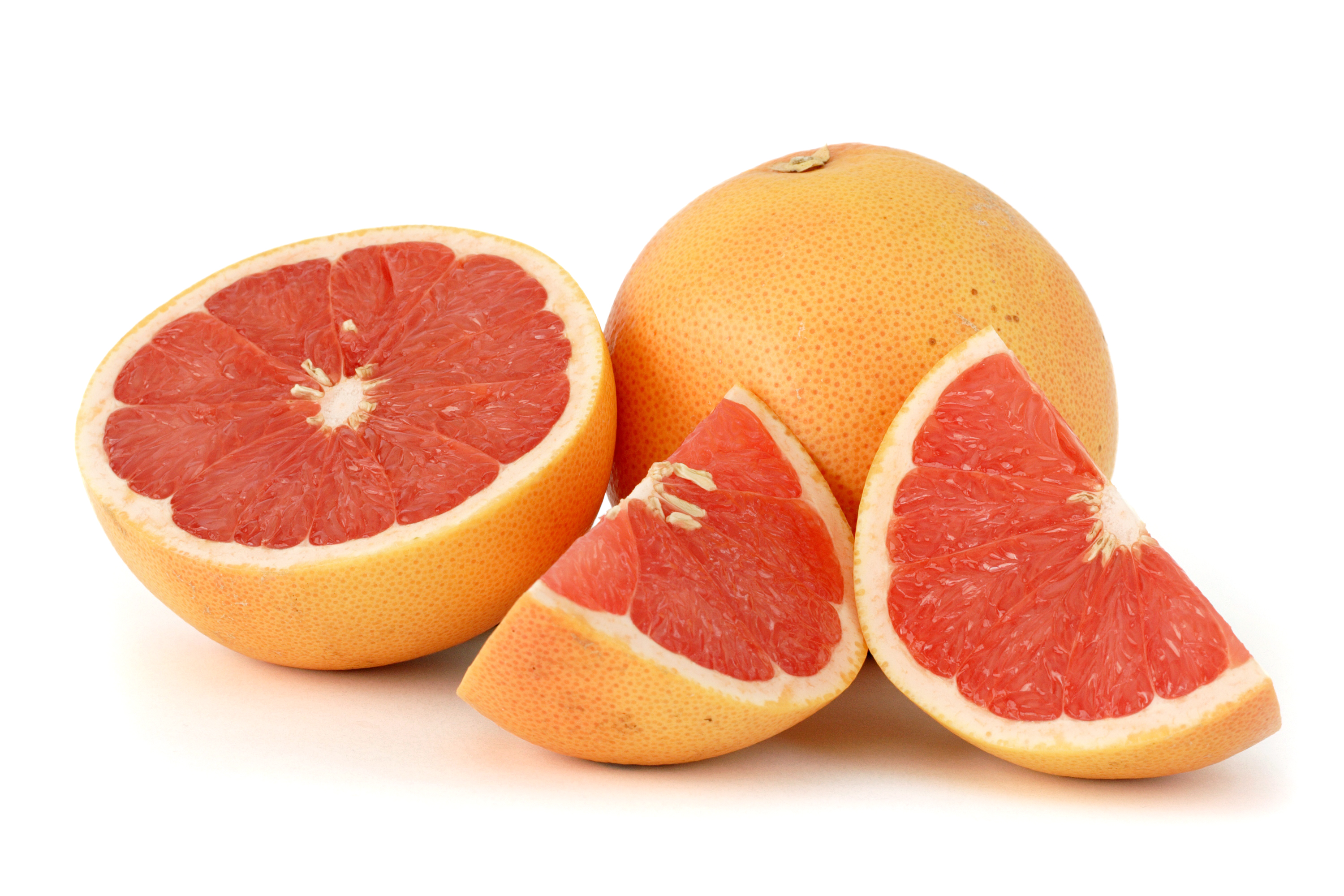
Bưởi chùm

- Citrus amblycarpa (đồng nghĩa: Citrus × limonellus thứ amblycarpa: quýt ta
- Citrus annamensis: cam hôi
- Citrus assamensis (đồng nghĩa: Citrus pennivesiculata thứ assamensis):
- Citrus × aurantiifolia (đồng nghĩa: Citrus medica thứ acida, Citrus acida, Citrus lima, Citrus medica thứ acida, Citrus × aurantium aurantifolia, Citrus × aurantium thứ aurantifolia, Citrus hystrix acida: chanh ta
  - Citrus × aurantiifolia thứ aromatica
  - Citrus × aurantiifolia thứ italica.
  - Citrus × aurantiifolia thứ lumia (đồng nghĩa: Citrus lumia): chanh Pháp
- Citrus × aurantium (đồng nghĩa: Citrus × aurantium amara, Citrus × aurantium aurantium): cam đắng, cam chua, toan đăng
  - Citrus × aurantium bergamia (đồng nghĩa: Citrus × aurantium thứ bergamia, Citrus bergamia): cam Bergamot
  - Citrus × aurantium thứ amara (đồng nghĩa: Citrus × aurantium thứ daidai, Citrus daidai, Citrus × aurantium giống 'Daidai': hoa đại đại
  - Citrus × aurantium thứ bigaradia (đồng nghĩa: Citrus bigarradia, Citrus bigaradia, Citrus vulgaris: cam Bigarade.
  - Citrus × aurantium thứ cyathifera (đồng nghĩa: Citrus rokugatsu):
  - Citrus × aurantium thứ myrtifolia (đồng nghĩa: Citrus myrtifolia): cam Chinotto, cam lá sim, cam cảnh.
  - Citrus × aurantium giống 'Seville thô': cam Seville, cam Tây Ban Nha.
  - Citrus × aurantium giống 'Seville trơn': cam Seville da trơn
- Citrus depressa (đồng nghĩa: Citrus oto, Citrus reticulata hybrid: chanh Hirami, chanh vỏ thô, chanh lõm, nhan
  - Citrus depressa thứ semi-inflata: chanh vỏ thô
  - Citrus depressa thứ voangasay (đồng nghĩa Citrus vangasay)
- Citrus genshokan
- Citrus glaberrima: cam vỏ lụa.
- Citrus grandis (đồng nghĩa: Citrus maxima): bưởi chùm Thái Lan.
  - Citrus grandis giống 'Szechipow':
  - Citrus grandis thứ pinshanyu (đồng nghĩa: Citrus grandis giống 'Pinshanyu': quýt Bình Sơn
  - Citrus grandis thứ pyriformis (đồng nghĩa: Citrus grandis giống 'Shatinyu': quýt đất cát, bưởi dạng lê
  - Citrus grandis thứ shangyuan: (đồng nghĩa: Citrus wilsonii: chanh hương viên
  - Citrus grandis thứ tomentosa: (đồng nghĩa: Citrus grandis giống 'Huajuhong': quýt Hóa Châu
  - Citrus grandis thứ wentanyu: (đồng nghĩa: Citrus grandis giống 'Wentanyu': quýt Văn Đán
- Citrus hanaju
- Citrus hassaku: cam Hassaku
- Citrus hystrix: (đồng nghĩa: Citrus torosa, Citrus hystrix, Papeda hystrix): chanh Kaffir, chanh sác, trấp, trúc
- Citrus ichangensis: chanh Nghi Xương
- Citrus iyo: cam iyo
- Citrus inflata:
- Citrus jambhiri: chanh vỏ thô
- Citrus junos: quýt Yuzu
- Citrus kotokan: cam đầu hổ, bưởi đầu hổ
- Citrus kizu: kizu
- Citrus × latifolia: (đồng nghĩa: Citrus aurantiifolia thứ latifolia, Citrus aurantiifolia thứ tahiti: chanh không hạt, chanh tứ quý.
- Citrus latipes: (đồng nghĩa: Citrus ichangensis latipes, Citrus × aurantium ichangensis thứ latipes: chanh Khasi.
- Citrus × limon: (đồng nghĩa: Citrus medica limon, Citrus × limonum, Citrus × limonum thứ vulgaris, Citrus medica thứ limon, Citrus medica thứ limonum): chanh vàng.
  - Citrus × limon giống 'Eureka': chanh Eureka, chanh Ý, chanh Mỹ.
  - Citrus × limon giống 'Lisbon': chanh Lisboa, chanh Bồ Đào Nha.
  - Citrus × limon thứ variegata: chanh thịt trắng, chanh thịt hồng
  - Citrus limonum thứ pusilla: chanh nhỏ Ai Cập
- Citrus limetta: chanh ngọt Địa Trung Hải, chanh ngọt
- Citrus limettoides: chanh ngọt Ấn Độ, chanh ngọt Brasil.
- Citrus limonellus
- Citrus limonia: (đồng nghĩa: Citrus limonelloides, Citrus limunum, Citrus medica thứ limonum: chanh kiên, chanh Hà Nội, chanh Quảng Tây.
  - Citrus limonia thứ gaoganensis: chanh Gaogan
  - Citrus limonia thứ hainanensis: chanh Hải Nam
  - Citrus limonia thứ khatta: cam Khatta
  - Citrus limonia thứ otaitensis: cam Otahite
  - Citrus limonia thứ rangpur: (đồng nghĩa: Citrus reticulata thứ austera): chanh Rangpur
  - Citrus limonia giống 'Volkameriana': (đồng nghĩa: Citrus volkameriana): chanh Volkamer
- Citrus limonimedica: (đồng nghĩa: Citrus medica bajoura, Citrus medica thứ ethrog, Citrus medica giống 'Ethrog'): thanh yên, thanh yên Bajoura, thanh yên Israel, thanh yên Ethrog
- Citrus longilimon: chanh quả dài, chanh Assam.
- Citrus macrophylla: chanh lá to.
- Citrus macroptera: (đồng nghĩa: Citrus papuana, Citrus × aurantium saponacea): cam Melanesia
  - Citrus macroptera thứ annamensis: (đồng nghĩa: Citrus combara): cam núi.
  - Citrus macroptera thứ kerrii: (đồng nghĩa: Citrus kerrii)
- Citrus madurensis: (đồng nghĩa: Citrus microcarpa, Citrus mitis, Citrus mitis thứ microcarpa): cam Trung Quốc, quýt bốn mùa, cam Panama, chanh Kalamansi, chanh vàng
- Citrus maxima: (đồng nghĩa: Citrus grandis, Citrus decumana, Citrus grandis thứ grandis, Aurantium maximum, Citrus × aurantium thứ grandis, Citrus decumana (không hợp lệ)): bưởi
- Citrus medica: (đồng nghĩa: Citrus medica thứ cedrata, Citrus medica thứ medica): cẩu duyên, hương duyên, chỉ xác (quả)
  - Citrus medica giống ' Palestin': Thanh yên Palestin.
  - Citrus medica bajoura (đồng nghĩa: Citrus × limonimedica)
  - Citrus medica thứ dulcis: (đồng nghĩa: Citrus × limonum thứ dulcis): cam núi Trung Quốc, cam ngọt Trung Quốc.
  - Citrus medica thứ sarcodactylis: (đồng nghĩa: Citrus medica thứ digitata): phật thủ
- Citrus natsudaidai: quýt đắng Nhật Bản
- Citrus oto: cam vàng
- Citrus paratangerina: quýt Ladu
- Citrus pennivesiculata
- Citrus ponki
- Citrus pseudogulgul
- Citrus pseudo-sunki
- Citrus pyriformis: (đồng nghĩa: Citrus × limon thứ pyriformis, Citrus × limon giống 'American Wonder'): cam hình lê.
- Citrus reshni: (đồng nghĩa: Citrus reticulata giống 'Cleopatra', Citrus reticulata giống 'Spice'): quất quả nhỏ vỏ rời.
  - Citrus reshni thứ canaliculata
- Citrus reticulata: (đồng nghĩa: Sinocitrus reticulata, Citrus nobilis): cam ngọt, quýt ngọt, khoan bì cam, khoan bì quất.
  - Citrus nobilis thứ microcarpa: niêm bì quất, quýt vỏ dính, sảnh, cam sành.
  - Citrus nobilis thứ nobilis: cam sành.
  - Citrus nobilis thứ typica: cam
  - Citrus reticulata giống 'Tangerine': (đồng nghĩa: Citrus tangerina): Quýt
  - Citrus reticulata nhóm trồng Tangerine giống 'Clementin': Citrus clementina, Citrus nobilis thứ chrysocarpa, Citrus reticulata thứ clementina: quất vỏ rời, quýt tiếu.
  - Citrus reticulata nhóm trồng Tangerine giống 'Red Tangerine': quất hồng
  - Citrus reticulata nhóm trồng Tangerine giống 'Dancy Tangerine'
  - Citrus reticulata thứ chachiensis: (đồng nghĩa: Citrus reticulata giống 'Chachi ', Sinocitrus chachiensis, Citrus chachiensis): cam cành chè
  - Citrus reticulata thứ deliciosa: (đồng nghĩa: Citrus nobilis, Citrus nobilis thứ deliciosa, Citrus reticulata, Citrus deliciosa, Citrus tangerina, Citrus reticulata giống 'Tangerina', Citrus reticulata giống 'Fuju'): quýt xiêm, phúc quất, mật quất
  - Citrus reticulata thứ erythrosa: (đồng nghĩa: Citrus reticulata giống 'Zhuju', Citrus erythrosa): quýt đỏ
  - Citrus reticulata thứ kinokuni: (đồng nghĩa: Citrus reticulata giống 'Kinokuni', Citrus kinokuni): quýt ngọt Nam Phong, quýt ngọt tiền vàng.
  - Citrus reticulata thứ poonensis: Citrus poonensis, Citrus reticulata giống 'Oneco', Citrus reticulata giống 'Poongan': cam ngọt Trung Quốc
  - Citrus reticulata thứ salicifolia: quýt lá liễu
  - Citrus reticulata thứ satsuma: (đồng nghĩa: Citrus unshiu thứ satsuma): cam ngọt Ôn Châu, cam Satsuma.
  - Citrus reticulata thứ suavissima: (đồng nghĩa: Citrus reticulata giống 'Suavissima', Citrus suavissima): cam Âu
  - Citrus reticulata thứ subcompressa: (đồng nghĩa: Citrus reticulata giống 'Subcompressa', Citrus subcompressa): quýt ngọt hoàng nham
  - Citrus reticulata thứ succosa: (đồng nghĩa: Citrus reticulata giống 'Succosa', Citrus succosa): quýt ngọt thiên thai
  - Citrus reticulata thứ suhoiensis: (đồng nghĩa: Citrus reticulata giống 'Suhoiensis', Citrus suhoiensis): cam tứ hồi
  - Citrus reticulata thứ tankan: (đồng nghĩa: Citrus reticulata giống 'Jiaogan', Citrus tankan): tiêu cam
  - Citrus reticulata thứ tardiferax: (đồng nghĩa: Citrus reticulata giống 'Tardiferax'):
  - Citrus reticulata thứ unshiu: (đồng nghĩa: Citrus reticulata giống 'Wenzhou', Citrus reticulata giống 'Wenzhou Migan', Citrus unshiu, Citrus reticulata giống 'Unshu', Citrus nobilis thứ unshiu): cam ngọt Ôn Châu, cam Nhật Bản, cam Satsuma
  - Citrus unshiu thứ praecox
- Citrus rocarpa
- Citrus × sinensis: (đồng nghĩa: Citrus × aurantium thứ sinensis, Aurantium sinense): cam ngọt, cam
  - Citrus × sinensis giống 'Jaffa': (đồng nghĩa: Citrus × sinensis giống 'Shamouti'): cam Palestin.
  - Citrus × sinensis giống 'Valencia': cam Valencia
  - Citrus × sinensis thứ brasiliensis: Citrus × sinensis (nhóm Navel) giống 'Bahia'.: cam Bahia, cam Brasil
  - Citrus × sinensis (nhóm Blood) giống 'Maltese Blood'
  - Citrus × sinensis (nhóm Blood) giống 'Ruby Blood'
  - Citrus × sinensis (nhóm Blood) giống 'Sanguine': cam máu
  - Citrus × sinensis (nhóm Blood) giống 'Saint Michael' (đồng nghĩa: Citrus × sinensis (nhóm Blood) giống 'St Michael')
  - Citrus × sinensis (nhóm Navel) giống 'Lane's Late': cam Úc
  - Citrus × sinensis (nhóm Navel) giống 'Leng': cam Leng navel, cam vỏ mỏng
  - Citrus × sinensis (nhóm Navel) giống 'Washington' (đồng nghĩa: Citrus × sinensis giống 'Washington Navel'): cam "Washington Navel".
- Citrus sudachi
- Citrus suhuiensis (đồng nghĩa: Citrus reticulata thứ austera)
- Citrus sulcata
- Citrus sunki (đồng nghĩa: Citrus reticulata thứ austera): quýt chua
- Citrus taiwanica: Cam Đài Loan.[3]
- Citrus takuma-sudachi
- Citrus tamurana
- Citrus × tangelo: quả lai giữa quýt và bưởi được gọi là tangelo. Mặc dù được lai với bưởi nhưng quả này không có vị đắng của bưởi mà chỉ có vị ngọt của quýt.
- Citrus tardiva (đồng nghĩa: Citrus reticulata thứ austera, Citrus sunki?): cam ngọt Nhật Bản
- Citrus temple
- Citrus x paradisi: Citrus paradisi, Citrus grandis thứ racemosa, Citrus decumana: bưởi đắng, bưởi chùm
  - Citrus x paradisi giống 'Marsh'
  - Citrus x paradisi giống 'Wheeny'
  - Citrus x paradisi (nhóm cùi hồng) giống 'Foster'
  - Citrus x paradisi (nhóm cùi hồng) giống 'Red Blush': (đồng nghĩa: Citrus x paradisi (nhóm cùi hồng) giống 'Ruby'.)
- Citrus yatsushiro: quýt yatsushiro.